# Wamena

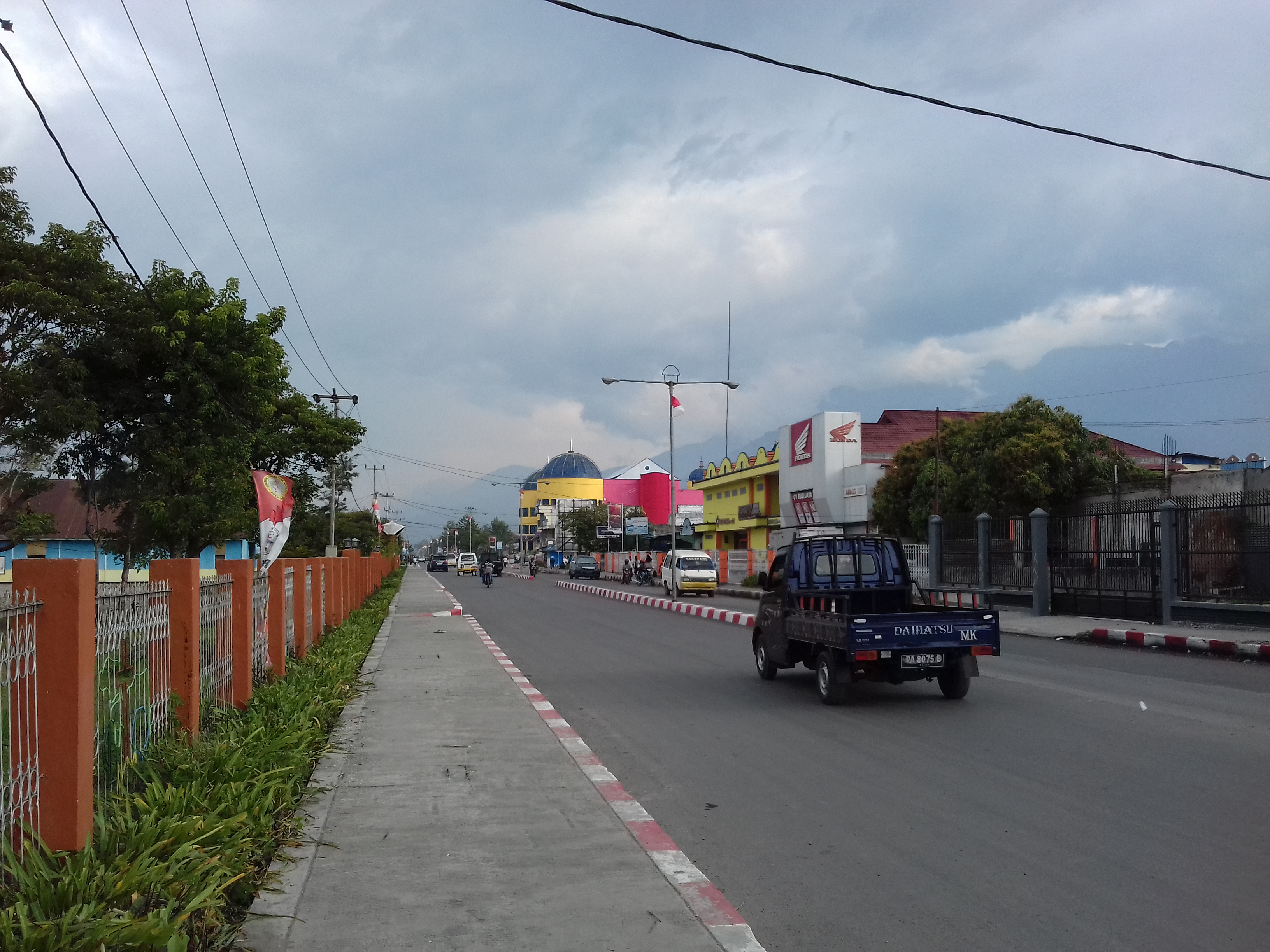
Wamena, 2019.

Wamena är en stad och huvudort i regentskapet Kabupaten Jayawijaya i Papua på Nya Guinea i östra Indonesien. Wamena hade cirka 60 000 invånare år 2010. Wanema har blivit en välutvecklad stad i ett annars mycket ruralt område efter att staden fick sin egen flygplats, Wamena flygplats.